# Варноленка
Варноленка (пол. Warnołęka) — село в Польщі, у гміні Нове Варпно Полицького повіту Західнопоморського воєводства.
Населення — 203 особи (2011).

## Демографія
Демографічна структура станом на 31 березня 2011 року:
|          | Загалом | Допрацездатний вік | Працездатний вік | Постпрацездатний вік |
| -------- | ------- | ------------------ | ---------------- | -------------------- |
| Чоловіки | 101     | 24                 | 73               | 4                    |
| Жінки    | 102     | 21                 | 63               | 18                   |
| Разом    | 203     | 45                 | 136              | 22                   |